# Цифровая хрупкость
Цифровая хрупкость (англ. digital frailty) — феномен, при котором цифровые материалы, опубликованные на новостном сайте организации, являются недолговечными и легко повреждаемыми. Эта особенность распространяется на онлайн- и офлайн-издания и связана с «непрозрачностью новостных организаций и исчезновением их архивов после прекращения деятельности». На данный момент у СМИ нет центрального хранилища для цифрового контента, который они производят, поэтому их труды могут быть легко повреждены или потеряны, если информация не архивирована должным образом.

## Возникновение термина
В 2015 году участились случаи исчезновения общественно значимых журналистских материалов из сети из-за слияний медиакомпаний или остановки работы сайтов, располагающих ценной информацией. Хотя часть контента можно восстановить через Архив Интернета (Internet Archive), но это лишь «моментальные снимки», которые фиксируют отдельные веб-страницы в определенный момент времени. Для печатного контента есть библиотеки, но централизованного репозитория для хранения цифровых материалов не существует.
Институт «Будущее сегодня» (The Future Today Institute), ранее известный как Webmedia Group, определил эту проблему термином «цифровая хрупкость», который внёс в свой ежегодный «Отчет о технологических трендах» (Tech Trends report), состоящий из 159 технологических трендов, которых стоит ждать в этом году, и их потенциальное влияние на различные отрасли промышленности, включая журналистику.
Эми Уэбб, основатель института «Будущее сегодня», высказала свое мнение на этот счет: «Мы все чаще сталкиваемся с тем, что новостные организации, бывает, становятся полностью „непрозрачными“ и не только прекращают издание материалов или вещание, но и теряют при исчезновении все свои архивы. Я полагаю, что сейчас трудно однозначно судить об этом явлении, так как мы говорим о реальности, которая будет нас окружать через 10, 15 или 20 лет, тем не менее важно уже сегодня начать применять особые меры безопасности по предотвращению этой проблемы».

## Значимость
В «Отчете о технологических трендах» дано несколько примеров, показывающих, насколько важной и полезной может быть информация, опубликованная  в Интернете. Это указывает на необходимость в устранении «цифровой хрупкости» и создании специальной технологической базы — своеобразного архива для хранения цифрового контента.
Приводя подобные аргументы, институт «Будущее сегодня» ссылается на пример одного из лучших проектов цифровой журналистики — проект Rising from Ruin, получивший премию MSNBC.
Это единственный проект, посвященный двум небольшим городам штата Миссисипи, которые удалось восстановить после урагана Катрина. Он содержит серию видеозаписей, карт, интерактивных элементов, форум для жителей. Поскольку этот проект существует только как сайт, другого способа увидеть и узнать о материалах, содержащихся там, не существует. После того, как компания Microsoft расторгла контракт с NBC, Rusing from Ruin на время прекратил свою деятельность, и информация на сайте стала недоступна. Сейчас проект возобновил свою работу, но его труды никак не архивированы.

## Сложности
В рамках проблемы «цифровой хрупкости» возник вопрос, каким образом следует сохранять посты и материалы социальных сетей в качестве «документов публичного характера», нужно ли это делать и что случится при их удалении.
Подобные материалы используются для привлечения лиц к ответственности или в качестве источников информации при создании репортажей, поэтому их сохранение может быть важно для общественности. Архивирование информации, опубликованной в социальных сетях президентом, сенатором или другими высокопоставленными лицами не даст им возможности безвозвратно удалять свои противоречивые высказывания в Facebook или Twitter и обсуждать друг друга в публичном пространстве вне этических рамок. Это вопросы, по мнению института, требуют обсуждения. Однако и на момент публикации исследования и в 2024 году, эти материалы касаются частной жизни людей, и их бесконтрольное сохранение может вступать в противоречие с законодательством.
Согласно политике удаления «Закона о защите авторских прав в цифровую эпоху» (DMCA) любой человек может потребовать удалить данные о себе и своем присутствии в сети, в том числе из электронных архивов. Этим требованиям, в частности, соответствовал с момента разработки проект Webrecorder от некоммерческой организации Rhizome, который должен был упростить архивирование веб-контента и сделать его более доступным. А Internet Archive, начиная с 2003 года, взаимодействует с Бюро авторского права США по поводу отдельных исключений из DMCA для возможности архивации винтажного ПО и других элементов, которым грозит исчезновение.